# Misterjaw
Misterjaw (no Brasil: Meu amigo, o tubarão) é uma série de desenho animado produzido pelos estúdios DePatie-Freleng Enterprises em 1976.
Conta a história de Bocão (Misterjaw), um tubarão e do seu amigo, o Peixe-Gato (Catfish). Bocão adora assustar as pessoas usando sua terrível fama de mau. Bocão só tem medo de Fred-sem-medo (Fred Fearless).
Este mesmo desenho teve uma redublagem e os nomes dos personagens foram alterados. O Peixe-Gato passou a se chamar Bagre e Bocão ficou sem nome, apenas chamado de "Chefe" pelo Bagre.

## Lista de episódios
nomes originais (em inglês)
1. Flying Fool
2. Shopping Spree
3. To Catch A Halibut
4. Beach Resort
5. Monster Of The Deep
6. Showbiz Shark
7. Aladdin's Lump
8. Little Red Riding Halibut
9. The Codfather
10. Davey Jone's Locker
11. Flying Saucer
12. The Shape Of Things
13. Caught In The Act
14. Mary Sharkman, Mary Sharkman
15. Sea Chase
16. Aloha, Hah, Hah!
17. Never Shake Hands With A Piranha
18. Stand-In Room Only
19. The Fishy Time Machine
20. Transistorized Shark
21. The $6.95 Bionic Shark
22. Holiday In Venice
23. Shark And The Beanstalk
24. The Aquanuts
25. Cannery Caper
26. Fish Anonymous
27. Maguiness Book Of Records
28. Cool Shark
29. Deep Sea Rodeo
30. Mama
31. Easy Come Easy Go
32. No Man's Halibut
33. Sweat Hog Shark

## Ficha técnica
- Distribuição: United Artists
- Direção: Robert McKimson, Sid Marcus
- Produção: David H. DePatie e Friz Freleng
- Data de estréia: 18 de Setembro de 1976
- Colorido

## Dubladores

### No Brasil[2][3]
- Harry Bicudo: Carlos Marques
- Bocão: Pádua Moreira (original); Júlio Chaves (redublagem)
- Peixe-Gato: Jorge Lucas (redublagem)
- Peixe: Clécio Souto (redublagem)